# Sungurlu
Sungurlu là một huyện thuộc tỉnh Çorum, Thổ Nhĩ Kỳ. Huyện có diện tích 1957 km² và dân số thời điểm năm 2007 là 64631 người, mật độ 33 người/km².